# Heteroderces
Heteroderces is een geslacht van vlinders van de familie Lecithoceridae.

## Soorten
- H. oxylitha Meyrick, 1929
- H. paeta Meyrick, 1929